# Partido Popular Canario
Partido Popular Canario (PPC) fue un partido nacionalista canario fundado el 22 de octubre de 1901 como Partido Popular Autonomista en el local de la Asociación Obrera de Canarias por Secundino Delgado y José Cabrera. Poco después se presentó a las elecciones municipales de Santa Cruz de Tenerife, obteniendo un concejal.
El 7 de marzo de 1977 fue inscrito en el Registro de Asociaciones Políticas un nuevo partido con ese nombre que se reclama heredero del fundado en 1901, y sus cabezas eran Bernardo Cabrera Ramírez y Juan Pedro Dávila García. En las elecciones generales españolas de 1977 obtuvo 9650 votos y no obtuvo representación parlamentaria. El 1979, después del Congreso de Bajamar, se integró con el ya existente y renovado Partido Nacionalista Canario.